# Lilian Virgin
Jenny Lilian Virgin, född 21 februari 1939 i Delsbo församling i Gävleborgs län, är en svensk politiker (socialdemokrat), som var riksdagsledamot 1994–2006, invald i Gotlands läns valkrets.

## Riksdagspolitiken
Lilian Virgin var bland annat ledamot i bostadsutskottet 1994 till 2006, alltså hela sin tid i riksdagen, och var suppleant i näringsutskottet  1994–2002 och sedan i socialförsäkringsutskottet 2002–2006, samt ledamot i Krigsdelegationen 2002– 2006 och var ledamot i valberedningen 2002–2006. Hennes huvuduppdrag i riksdagsarbetet var inom bostadspolitiken vilket visas av att hon deltog i tre utredningar inom området.

### Lilian Virgin medverkade som ledamot i  PBL-kommittén (M 2002:05)
Utredningen hade tre direktiv : 1. Direktiv 2002:97 Översyn av plan- och bygglagstiftningen, 2. Direktiv 2003:172 Tilläggsdirektiv till PBL-kommittén (M 2002:05) 3. Direktiv 2004:150 Tilläggsdirektiv till PBL-kommittén (M 2002:05).
Betänkanden av utredningen blev tre: 
- SOU 2003:70 Miljöbedömningar avseende vissa planer och program.
- SOU 2004:40 Kortare instanskedja och ökad samordning – Alternativ för plan- och bygglagens prövningsorganisation.
- SOU 2005:77 Får jag lov? – Om planering och byggande.

### Försvaret
Lilian Virgin röstade trots att hon var riksdagsledamot från Gotland för att lägga ner P18 år 2004. Hon menar att hon i riksdagen under lång tid arbetat för att behålla P18. 2004 fanns inget sådant alternativ att rösta för. Hon menar att argumenten för att rusta upp försvaret på Gotland 2015 är i stort sett desamma. I Motionen Insatser för att utveckla Gotland nr 364 2005/06 sammanfattas hennes synpunkter på de viktigaste gotländska frågorna i svensk politik.

## Kommunpolitiken
I mars 2010 meddelade Lilian Virgin att hons kulle lämna Gotlands kommunfullmäktige efter valet 2010. Lilian Virgin har varit ledamot av fullmäktige i Gotlands kommun under tjugofem år (1985–2010). Efter att hon lämnade riksdagen 2006 har Lilian Virgin också suttit i kommunstyrelsen. Hon fortsatte som ordförande för den socialdemokratiska föreningen för äldre över 65. Hon har förutom de politiska uppdragen arbetat i 40 år vid Försäkringskassan, senast som försäkringschef. Hon flyttade till Gotland 1977.
Lilian Virgin (s) efterträdde Hans Klintbom (c) som ordförande i kommunala bostadsbolaget Gotlandshem. Hon tog över vid bolagsstämman den 29 mars 2011. Hon har också suttit i styrelsen för Föreningen Länsteatern På Gotland.